# Qazim Kokoshi
Qazim Kokoshi (ur. 12 września 1882 w Wlorze, zm. 9 października 1947 we tamże) – albański działacz narodowy, burmistrz Wlory w latach 1922-1924, jeden z sygnatariuszy deklaracji niepodległości Albanii z 1912 roku.

## Życiorys
Uczył się w szkole tureckiej we Wlorze, a następnie w gimnazjum Zosimea w Janinie. Od roku 1905 zaangażowany w działalność albańskiego ruchu narodowego. W 1908 był jednym z założycieli klubu narodowego Laberia we Wlorze, działającego na rzecz edukacji w języku albańskim. Rok później aresztowany przez władze osmańskie i skazany na karę śmierci. Po ucieczce z więzienia przedostał się na Korfu, a stamtąd do Włoch. W 1912 organizował spotkania albańskiej diaspory w Neapolu i zajmował się przygotowaniem powstania na ziemiach albańskich. Po wybuchu I wojny bałkańskiej przedostał się do Albanii i wziął udział w obradach Zgromadzenia Narodowego, reprezentując w nim Wlorę. 28 listopada 1912 należał do grona sygnatariuszy Albańskiej Deklaracji Niepodległości. W sierpniu 1913 objął stanowisko podprefekta okręgu Lushnje, skąd w 1914 przeszedł na stanowisko sekretarza prefektury we Wlorze.
W czasie obrad kongresu w Lushnji w 1920, reprezentował Wlorę. Założyciel czasopisma Mbrojtja Kombëtare (Obrona Narodowa) i uczestnik bitwy o Wlorę. W 1921 wybrany deputowanym do parlamentu, a rok później burmistrzem Wlory. Należał do grona współpracowników Fana Noliego i brał aktywny udział w zamachu stanu, do którego doszło w czerwcu 1924. Po upadku rządu Noliego opuścił kraj, wyjeżdżając do Włoch, a następnie do Austrii. Powrócił do Albanii w 1928 po ogłoszeniu amnestii przez króla Zoga I. Zaangażował się w działalność tajnej organizacji zmierzającej do obalenia monarchii w Albanii, za co został w 1932 aresztowany we Wlorze i skazany na karę śmierci, którą następnie zamieniono na 4 lata więzienia.
W 1939 po agresji włoskiej na Albanię opuścił kraj i wraz z rodziną wyjechał do Jugosławii. Po zajęciu Jugosławii przez wojska niemieckie aresztowany przez Gestapo i internowany w Bergamo. W 1945 powrócił do kraju, w kwietniu 1946 aresztowany przez władze komunistyczne i skazany na 2 lata więzienia za prowadzenie działalności reakcyjnej w okresie międzywojennym i związki z opozycją antykomunistyczną. Zmarł w więzieniu we Wlorze, w wyniku tortur.

## Pamięć
W 2017 ukazały się wspomnienia Qazima Kokoshiego w opracowaniu Envera Memishaja, nakładem Instytutu Lumo Skëndo.